# Rio Demerara
O Rio Demerara é um rio sul-americano que banha o leste da Guiana. Nasce nas florestas tropicais centrais do país e corre para o norte por 346 km, desaguando no Oceano Atlantico. Georgetown, maior porto e capital da Guiana, está situada na margem leste da foz do rio.